# Hilaire Lahaye
Hilaire Emile Hector Marie Cornelis Lahaye (Poperinge, 12 januari 1913 - Gent, 10 oktober 1986) was een Belgisch volksvertegenwoordiger en senator.

## Levensloop

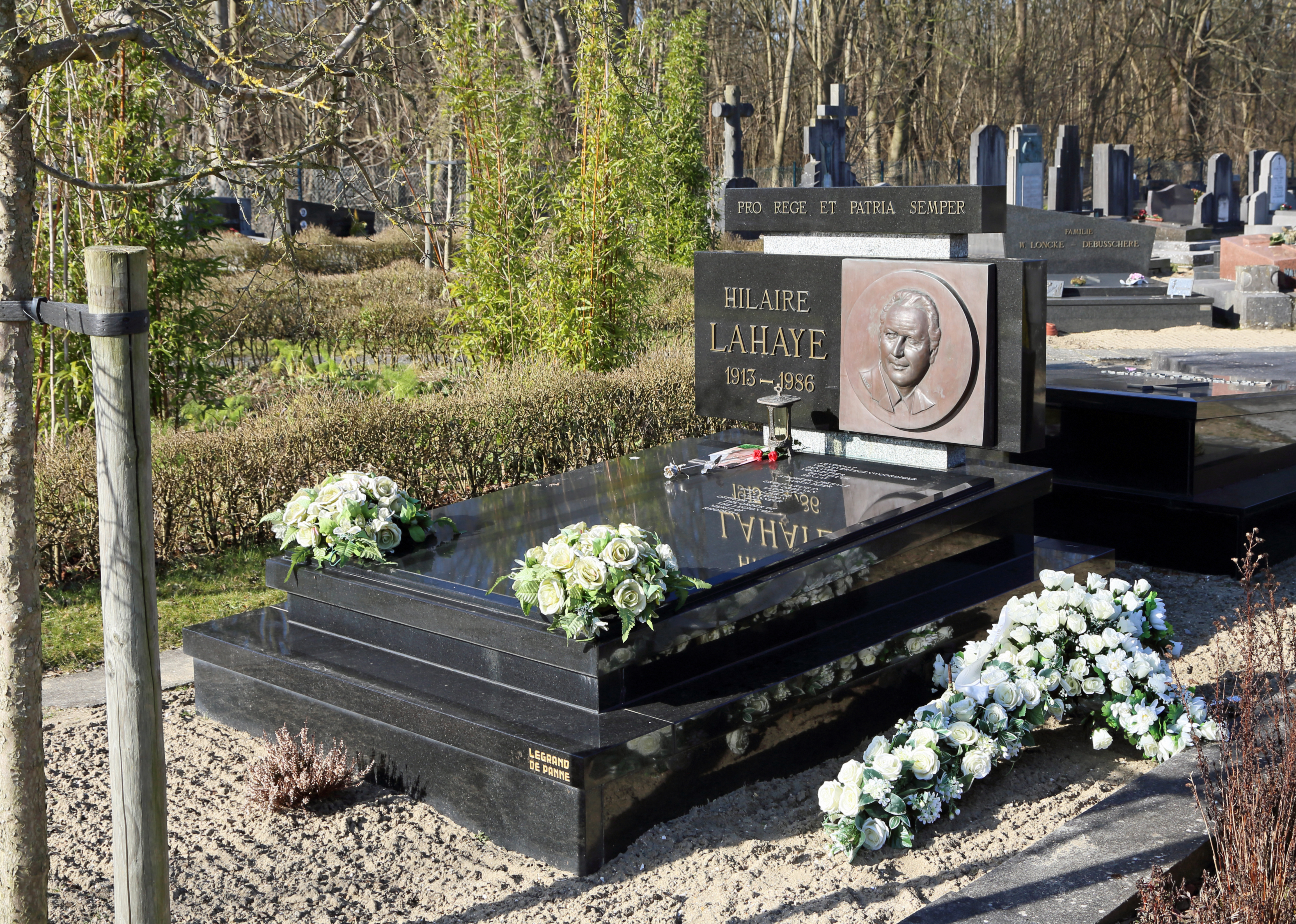
Het graf van Hilaire Lahaye op de begraafplaats van De Panne

Lahaye was een zoon van brouwer en burgemeester Nestor Lahaye en diens echtgenote Maria Vanden Berghe. Hij trouwde in 1937 in Adinkerke met Denise Vanhoutte.
Na middelbare studies aan het Sint-Stanislascollege in Poperinge en het Institut Saint-Louis in Brussel, promoveerde hij in 1938 tot doctor in de rechten aan de universiteit van Gent en vestigde zich als advocaat in Ieper.
Hij werd de meest vooraanstaande liberaal in zijn streek. Tijdens zijn studentenjaren was hij voorzitter van de liberale studenten in Gent, lid van het directiecomité van het Liberaal Vlaams Studentenverbond, stichter in Poperinge van de Liberale Jonge Wacht en stichter van het liberale maandblad Het Offensief.
Hij was verder stichter en voorzitter van de liberale federatie van het arrondissement Ieper, voorzitter van de Cercle libéral Yprois, in 1972 medestichter van de Vlaamse PVV, van 1972 tot 1977 secretaris-generaal van de PVV en voorzitter van het provinciaal verbond PVV West-Vlaanderen.
In 1939 werd hij voor de Liberale Partij verkozen tot gemeenteraadslid van Ieper, een mandaat dat hij vervulde tot in 1970. In 1946 werd hij verkozen tot lid van de Kamer van volksvertegenwoordigers voor het arrondissement Ieper en vervulde dit mandaat tot in 1961. 
Op 26 maart 1961 was hij verkozen tot provincieraadslid van West-Vlaanderen, maar hij nam op 10 april 1961 ontslag, omdat hij tot provinciaal senator was verkozen, een mandaat dat hij behield tot in 1965. Van 1965 tot 1985 zetelde hij in de Senaat als rechtstreeks verkozen senator voor het arrondissement Kortrijk-Ieper.
In de Senaat was hij achtereenvolgens secretaris, quaestor, ondervoorzitter en voorzitter van het college van quaestoren. In de periode december 1971-oktober 1980 zetelde hij als gevolg van het toen bestaande dubbelmandaat ook in de Cultuurraad voor de Nederlandse Cultuurgemeenschap, die op 7 december 1971 werd geïnstalleerd. Vanaf 21 oktober 1980 tot oktober 1985 was hij lid van de Vlaamse Raad, de opvolger van de Cultuurraad en de voorloper van het huidige Vlaams Parlement. Na veertig jaar beëindigde hij zijn parlementaire loopbaan en werd opgevolgd door zijn zoon Martial Lahaye.
Hilaire Lahaye was een strijdvaardig politicus die vaak persoonlijke standpunten innam, ongeacht de partijlijn. In juli 1950 gaf hij zijn stem aan de CVP-regering van Jean Duvieusart, die de terugkeer van koning Leopold III organiseerde. In 1958 gaf hij, als oppositielid, samen met Adolphe Van Glabbeke, zijn stem aan de CVP-minderheidheidsregering  Eyskens II, die beloofd had de schoolkwestie op te lossen. Enkele maanden later traden de liberalen tot de regering  Eyskens III toe. In 1973 was het de bedoeling dat hij staatssecretaris zou worden in de Regering-Leburton, maar koning Boudewijn weigerde hem te benoemen omdat hij een voorstander was van de apartheid in Rhodesië.

## Publicatie
- Komplot. Gezien door een historicus uit het jaar 2.200, Ieper, 1949.